# JavaOS
JavaOS（ジャバOS）は基礎コンポーネントとしてJava仮想マシンを搭載したオペレーティングシステムである。サン・マイクロシステムによって開発されている。UnixやUnixライクなシステムが主にC言語で書かれていることに対し、JavaOSはJavaで書かれている。
2006年現在、サンはJavaOSをレガシーシステムと見なしている（未来の節を参照）。

## マイクロカーネル
システムはハードウェアアーキテクチャネイティブなマイクロカーネルをベースとしている。
以下が、カーネルを実行できるプラットフォームである。
- ARM
- PowerPC
- RISC
- SPARC
- StrongARM
- x86

## 仮想マシン
Java仮想マシンはマイクロカーネルの上で走る。

## ドライバ
すべてのデバイスドライバはJavaで書かれ、仮想マシンによって実行される。

## ウィンドウシステム
AWT APIを実装しているグラフィックスとウィンドウシステムもまたJavaで書かれている。

## 応用
JavaOSは組み込みシステムの上で実行し、セットトップボックス、ネットワーキング基盤、ATMのような機器での応用を意図して設計されていた。また、JavaStationに搭載されているオペレーティングシステムでもあった。

## 未来
サンは今、公式にJavaOSをレガシーシステムと見なしており、Java MEへの移行を推奨している。Java ME は API の集合体であり、何らかのOS上で実行されるものでそれ自体はOSではないため、完全な置換にはなっていない。